# Charles Nungesser
Charles Eugène Jules Marie Nungesser, MC (n. 15 martie 1892, Paris, Île-de-France, Franța – d. 8 mai 1927, Oceanul Atlantic, apele internaționale) a fost un pilot și aventurier francez, cunoscut mai ales ca rival al lui Charles Lindbergh. Nungesser a fost un renumit as al aviației franceze, fiind al treilea între piloții francezi care au luptat în Primul Război Mondial (după René Fonck și Georges Guynemer), cu 43 de victorii aeriene.
După război, Nungesser a dispărut în mod misterios într-o încercare de a efectua primul zbor transatlantic fără escală de la Paris la New York, zburând alături de camaradul său de război François Coli în L'Oiseau Blanc (Pasărea albă). Aeronava a decolat de la Paris în 8 mai 1927, a fost văzută zburând deasupra Irlandei și de atunci nu a mai fost văzută niciodată. Dispariția lui Nungesser este considerată a fi unul dintre cele mai mari mistere din istoria aviației, iar potrivit speculațiilor moderne aeronava ar fi dispărut deasupra Atlanticului sau s-ar fi prăbușit în Newfoundland sau Maine. Două săptămâni după încercarea lui Nungesser și Coli, Charles Lindbergh a reușit să traverseze Atlanticul cu succes, zburând singur de la New York la Paris în avionul Spirit of St. Louis. Monumente și muzee onorând încercarea lui Nungesser și Coli există în aeroportul Le Bourget din Paris și pe stâncile din Étretat, locul din Franța unde avionul lor a fost văzut pentru ultima oară.

## Primii ani
Charles Nungesser s-a născut în 15 martie 1892 la Paris și, încă de copil, a fost foarte interesat de sporturile competitive. După ce a urmat École des Arts et Métiers, unde a fost un elev mediocru care, totuși, a excelat în sporturi ca boxul, a plecat în America de Sud - mai întâi la Rio de Janeiro, Brazilia, pentru a-și căuta un unchi care nu putuse fi localizat și apoi la Buenos Aires, Argentina, unde a lucrat ca mecanic auto înainte de a deveni pilot de curse profesionist. Interesul său față de cursele de viteză i-au deturnat curând interesul către avioane; Nungesser a învățat să zboare pe un avion Blériot deținut de un prieten. După ce și-a găsit în cele din urmă unchiul dispărut, el a lucrat pe plantațiile de trestie de zahăr din provincia Buenos Aires.

## Activitatea sa în Primul Război Mondial

### Înrolarea în cavalerie
Când a izbucnit Primul Război Mondial, Nungesser s-a întors în Franța, unde s-a înrolat în Regimentul 2 Husari. În timpul unei patrulări, el și mai mulți soldați au capturat o mașină de patrulare germană Mors, după ce i-au ucis pe ocupanții acesteia. Acest lucru i-a impresionat pe superiorii săi și el a fost decorat ulterior cu Médaille militaire, aprobându-i-se cererea de a fi transferat în Serviciul Aeronautic.

### Activitatea în cadrul Service Aéronautique

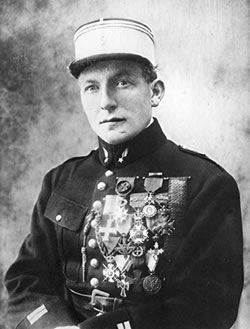
Charles Nungesser purtând numeroasele sale distincții militare.

În calitate de pilot militar, a fost transferat în Escadrila VB106. În timp ce se afla acolo, în iulie 1915, el a doborât primul său avion, un Albatros german și a fost distins cu Croix de guerre. Această acțiune a declanșat legenda lui Nungesser. Pe 31 iulie 1915, Nungesser și mecanicul său, Roger Pochon, erau într-o misiune de gardă. Cei doi au decolat cu un Voisin 3LAS în ciuda faptului că Nungesser avea de îndeplinit sarcini la sol. Au întâlnit cinci aeronave Albatros cu două locuri, iar duo-ul francez a doborât unul dintre ele lângă Nancy, Franța. Revenind la baza aviatică, Nungesser a fost plasat în stare de arest timp de opt zile pentru insubordonare. Apoi, el a fost decorat și trimis pentru a fi instruit ca pilot de luptă pe avioanele Nieuport.
În momentul în care Nungesser a părăsit escadrila VB106, el zburase în 53 de misiuni de bombardare. El a inscripționat, de asemenea, cel puțin unul dintre avioanele escadrilei cu un semn personal înspăimântător: un craniu de pirat și două oase încrucișate și un sicriu cu două lumânări.
În noiembrie 1915, după reinstruire, el a fost transferat la Escadrila N.65 și încorporat mai târziu în celebra Escadrilă Lafayette, compusă din voluntari americani. În timp ce-și vizita escadrila într-una din perioadele sale de convalescență pentru vindecarea rănilor, el a luat un avion și a doborât o aeronavă germană. Până la sfârșitul anului 1916, el pretindea că avea 21 de victorii aeriene.

### Acte de indisciplină
În ciuda faptului că era un pilot multiplu decorat, Nungesser a fost plasat de mai multe ori în stare de arest pentru că a zburat fără permisiune. I-a displăcut stricta disciplină militară și a plecat deseori la Paris pentru a se bucura de cât mai multe plăceri (cum ar fi alcoolul și femeile). El era un pilot de vânătoare ale cărui fapte eroice împotriva germanilor au fost mediatizate pe larg în Franța. Aspectul plăcut al lui Nungesser, personalitatea carismatică și atracția pentru pericol, femei frumoase, vin și mașini rapide l-au făcut întruchiparea stereotipică a asului aviației. El sosea, uneori, pentru a-și începe patrularea de dimineață îmbrăcat încă în smochingul pe care-l purtase în noaptea anterioară și ocazional chiar cu o parteneră de sex feminin. În contrast cu nesociabilul as al aviației franceze René Fonck, Nungesser era admirat de camarazii săi. El a suferit un accident foarte urât la 6 februarie 1916 când și-a rupt ambele picioare și a fost rănit de multe ori. Șchiopăta adesea din cauza rănilor și leziunilor că trebuia să fie ajutat de colegi să urce în avion.

### As al aviației
În pofida acestor probleme timpurii, Nungesser a devenit un as în aprilie 1916. El a fost rănit pe 19 mai 1916, dar a continuat să obțină victorii și a fost din nou rănit în luna iunie. Cu toate acestea, el a terminat anul cu 21 de victorii. În acel timp el doborâse deja doi ași germani, Hans Schilling, pe 4 decembrie, și Kurt Haber pe 20 decembrie.

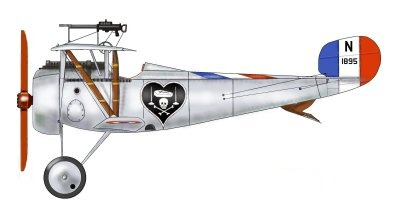
Nieuport Ni 17 „Cavalerul morții” pilotat de C. Nungesser

Avionul său argintiu Nieuport 17 a fost decorat cu o inimă neagră, în care erau pictate un macabru Jolly Roger și un sicriu și lumânări. El a adoptat titlul de „Cavalerul morții”, parafrazând cuvântul francez mort („moarte”), un joc de cuvinte pornind de la vehiculul german Mors, pe care-l capturase odată pe când era cavalerist.
La începutul anului 1917, Nungesser a trebuit să se întoarcă la spital pentru tratarea rănilor, dar a reușit să evite consemnarea sa la sol. El a împins scorul la 30 de victorii în 17 august 1917, când a doborât al doilea său bombardier Gotha. Rănile dintr-un accident de mașină în luna decembrie i-au adus o lună de răgaz ca instructor înainte de a revenit la luptele aeriene cu Escadrila 65. A continuat să zboare cu aeronava Nieuport, chiar dacă escadronul a fost reechipat cu aeronave Spad. În mai 1918, el avea 35 de victorii, inclusiv o victorie împărțită cu Jacques Gérard și Eugène Camplan, și a fost ridicat la rangul de Ofițer al Legiunii de Onoare.
În august 1918 el a făcut o schimbare radicală celui mai recent Spad, Spad XIII, și a început din nou să câștige lupte aeriene. Pe 14 august a doborât patru baloane de observație, obținând victoriile de la 39 la 42. În ziua următoare, el a împărțit o victorie cu Marcel Henriot și cu un alt pilot și a terminat războiul cu 43 de victorii oficiale, fiind al treilea pilot francez ca număr de victorii după René Fonck și Georges Guynemer.
În cariera sa aviatică, Nungesser a primit zeci de decorații militare din Franța, Belgia, Muntenegru, Statele Unite ale Americii, Portugalia, Rusia și Serbia.
A fost decorat cu Ordinul „Mihai Viteazul”, clasa III:
„Pentru vitejia de care a dat dovadă în timpul campaniei, doborând 48 de avioane inamice”
Înalt Decret no. 37 din 4 ianuarie 1919:p. 48

### Răni și leziuni
Pe la sfârșitul războiului, Nungesser avea numeroase răni și leziuni, potrivit unui rezumat succint: „Fractură de craniu, comoție cerebrală, leziuni interne (multiple), cinci fracturi ale maxilarului superior, două fracturi ale maxilarului inferior, bucată de șrapnel antiaerian turnat [sic] în brațul drept, luxație de genunchi (stâng și drept), redislocare a genunchiului stâng, rană de glonț în gură, rană de glonț în ureche, atrofie a tendoanelor de la piciorul stâng, atrofia mușchilor gambei, claviculă dislocată, încheietura mâinii dislocată, glezna dreaptă disclocată, dinți lipsă, contuzii prea numeroase pentru a fi menționate”.

## Activitățile postbelice și dispariția

### Colaborarea în industria filmului
După încheierea Primului Război Mondial în noiembrie 1918, Nungesser a încercat să organizeze p școală particulară de aviație, dar nu a reușit să atragă destui elevi. Din moment ce recesiunea economică de după Primul Război Mondial îi lăsase pe mulți ași ai aviației fără un loc de muncă, el a decis să-și încerce șansa în industria filmului din Statele Unite ale Americii, unde zborurile eroice erau o temă foarte populară. În perioada în care se afla în SUA pentru a participa la realizarea filmului Dawn Patrol el a devenit interesat de ideea de a face un zbor transatlantic și le-a spus prietenilor săi că următoarea sa călătorie în America va fi pe calea aerului.

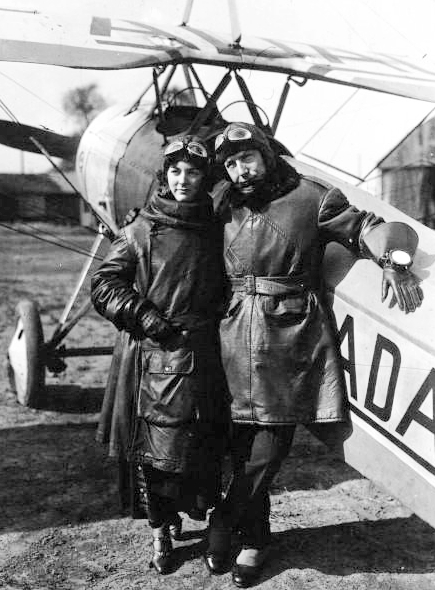
Nungesser și logodnica sa, 1923

În 1923, Nungesser s-a logodit cu Consuelo Hatmaker; ei s-au căsătorit în 1923 și au divorțat în 1926.

### Încercarea de vânzare de avioane
La sfârșitul anului 1923, Nungesser a realizat o călătorie cu rezultate nefavorabile către Havana. După ce a fost invitat de către secretarul președintelui, José Manuel Cortina, atunci când acesta din urmă era în vacanță la Paris, se părea că Nungesser primise o ofertă din partea guvernului cubanez. În orice caz, Nungesser a adus cu el patru aeronave SPAD din Primul Război Mondial, precum și doi colegi veterani. Nungesser bazează SPADs cu Cubanez aviatie de la Campo Columbia. El a propus cubanezilor să cumpere cel puțin patruzeci de avioane de la el. Când Armata Cubaneză a refuzat cumpărarea de avioane din cauza bugetului său redus, Nungesser a insistat atât de agresiv în fața Congresului Cubanez că șeful Marelui Stat Major al Armatei Cubaneze, generalul Alberto Herrera y Franchi, a amenințat că-l va alunga din țară pe Nungesser. Pe 10 februarie 1924 asul francez și-a încheiat sejurul său cubanez cu o demonstrație aviatică, fondurile obținute fiind donate în scopuri caritabile.

### Dispariția lui Nungesser

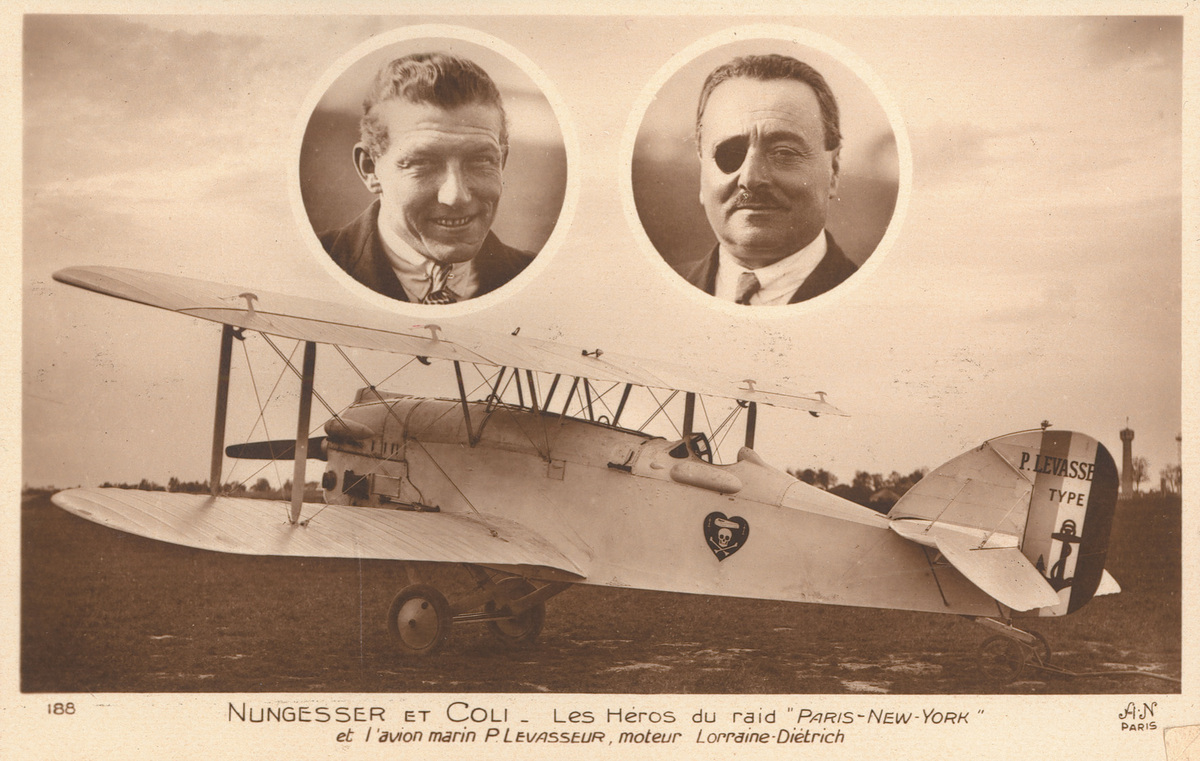
Carte poștală cu „Pasărea Albă” a lui Nungesser și Coli

François Coli, un navigator cunoscut deja pentru efectuarea unor zboruri istorice de-a lungul Mării Mediterane, plănuia realizarea unui zbor transatlantic încă din 1923, cu camaradul său de război Paul Tarascon, un alt as al aviației franceze. Când Tarascon a trebuit să renunțe din cauza unei răni produse în urma unui accident, Nungesser l-a înlocuit. Nungesser și Coli au decolat de pe aeroportul Le Bourget de lângă Paris, la 8 mai 1927, îndreptându-se spre New York în aeronava L'Oiseau Blanc (Pasărea albă), un biplan Levasseur PL.8 pictat cu însemnele lui Nungesser din timpul războiului. Avionul lor a fost văzut pentru ultima oară părăsind Irlanda și, din moment ce ei n-au mai ajuns la destinație, s-a presupus că avionul s-a prăbușit în Atlanticul de Nord. Două săptămâni mai târziu, aviatorul american Charles Lindbergh a traversat cu succes oceanul de la New York la Paris și a fost primit de francezi ca un erou imens, chiar dacă ei plângeau dispariția lui Nungesser și Coli.
De-a lungul anilor, au existat diverse investigații pentru a încerca să se afle ce s-a întâmplat cu Nungesser și Coli. Cei mai mulți cred că avionul s-a prăbușit în Atlantic din cauza unei furtuni, dar aeronava nu a fost niciodată recuperată. O ipoteză alternativă este că aeronava s-ar fi putut prăbuși în Maine.
Un articol de presă ce dezvăluia că Nungesser și Coli au ajuns în condiții de siguranță, urmat de o descriere detaliată a festivităților, s-a dovedit a fi o farsă. Sentimentul anti-american pe care l-a generat au făcut ca Lindbergh să fie sfătuit să-și amâne propriul zbor timp de câteva săptămâni, până ce furia si resentimentele francezilor s-ar mai fi domolit.

## In memoriam
Mai multe străzi din Franța sunt numite după Nungesser, de obicei, în comun cu Coli.
În 1928, Ontario Surveyor General a numit o serie de lacuri din partea de nord-vest a provinciei pentru a-i onora pe aviatorii care au murit în 1927, în încercarea de a reuși zborul transoceanic. Printre acestea sunt Lacul Nungesser (51°29′N 93°31′W / 51.49°N 93.52°V) și Lacul Coli (51°19′N 93°35′W / 51.32°N 93.59°V).
Orașul Gander, NL, Canada a numit o stradă după Charles Nungesser (48.953497, -54.612927). Orașul modern Gander a fost fondat la sfârșitul anilor 1950 și majoritatea străzilor sale poartă numele unor aviatori celebri.

## Charles Nungesser în film

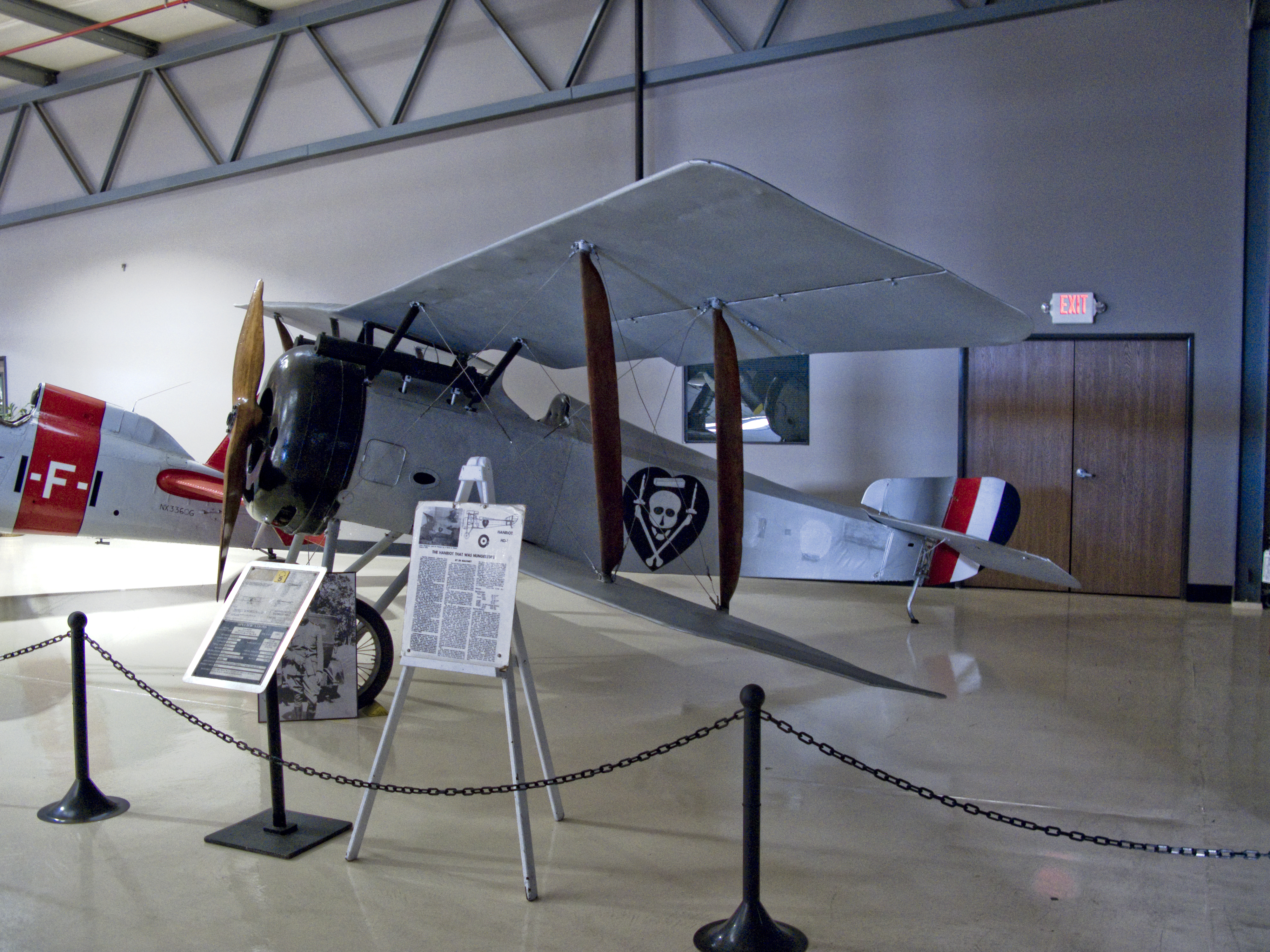
Hanriot HD-1 al lui Nungesser expus în muzeul aviației Planes of Fame din Chino, California.

Contrar zvonurilor, Nungesser nu a fost unul dintre piloții cascadori morți în timpul filmărilor la Hell's Angels (1930), filmul epic de aviație al lui Howard Hughes.
În anii 1970, un film francez cu același titlu (L'as des as) cu Jean-Paul Belmondo în rolul principal a folosit multe anecdote despre viața lui Nungesser. În afară de luptele aeriene, viața sa de noapte din Paris a devenit un soi de legendă.

## Onoruri
- Médaille militaire
- Cavaler al Legiunii de onoare, 4 decembrie 1915
- Ofițer al Legiunii de onoare, 19 mai 1918

Alte decorații
- Ordinul „Mihai Viteazul”, clasa III, 4 ianuarie 1919[16]:p. 48
- Croix de guerre (Franța), cu 15 frunze
- Ordinul Leopold (Belgia)
- Croix de guerre (Belgia)
- Distinguished Service Cross (Statele Unite Ale Americii)
- Crucea Militară (Marea Britanie)
- Crucea de Război (Portugalia)
- Medalia Victoriei
- Medalia comemorativă de război 1914-1918 (Franța)
- Insigna pentru militari răniți
- Medalia Verdun